# ジェイミー・ドーナン
ジェイミー・ドーナン（Jamie Dornan, 1982年5月1日 - ）は、北アイルランド出身のファッションモデル・ミュージシャン・俳優。

## 略歴
産科学の博士である父のもとに生まれる。女優のグリア・ガーソンとは血縁関係にある。学生時代はラグビーと演劇に夢中になっていた。
カルバン・クラインやアルマーニ、クリスチャン・ディオール、アクアスキュータム、ドルチェ&ガッバーナなどのブランドをはじめ様々なブランドのモデルとして活躍する人気モデルとなった。トラヴィス・フィメルの後を継ぎ、ケイト・モスやエヴァ・メンデスと共演したカルバン・クラインのキャンペーンが有名。2005年に俳優業でアメリカのロサンゼルスに渡った。その時のルームメイトが2015年のアカデミー賞主演男優賞を受賞したエディ・レッドメインだった。ドーナンは、テレビや雑誌のインタビューでエディ・レッドメインとは、役に恵まれない時代の苦楽を共にした友人であることを公言している。2006年にソフィア・コッポラ監督の『マリー・アントワネット』のフェルセン役で映画初出演を果たす。ミュージシャンとしても活動しており、ケイティ・タンストールのツアーにも帯同していた。
2011年秋に放送開始となった『ワンス・アポン・ア・タイム』の第1シーズンにレギュラー出演した。
2015年2月に公開された映画『フィフティ・シェイズ・オブ・グレイ』の若富豪のクリスチャン・グレイ役で注目された。ドーナンは元々この作品に最初から出演する予定ではなく、当初決まっていたイギリス人俳優のチャーリー・ハナムが降板した為、代役としてその他5人の俳優がトップ候補として名が上がり（アレクサンダー・スカルスガルド、テオ・ジェームズ、 François Arnaud、スコット・イーストウッド、Luke Bracey、Billy Magnussen）ドーナンは、オーディションを受けてこの役を獲得した。映画が公開されてからドーナンは、『フィフティ・シェイズ・オブ・グレイ』の第二続編である『フィフティ・シェイズ・ダーカー』に続けて出演することを発表した。

## 人物
『フィフティ・シェイズ・オブ・グレイ』のセックスシーンではジェイミーのペニスが見えないようにするために、ペニスを"Wee Bag""（小さい袋）に入れて撮影しなくてはいけなかった。また、ジェイミーはペニスを入れたのはWee Bag（小さいバッグ）ではあるが、実際にはもっと大きいと冗談めかして話している。
『THE FALL 警視ステラ・ギブソン』でのボンデージ・フェチの連続殺人犯や、『フィフティ・シェイズ・オブ・グレイ』でのBDSM癖のある人物などを演じてきたが、本人は自身の性生活においてそういったプレイには興味がないと語る。また役の上でヌードを求められても特に気にしないと語っている。

## 私生活
ドーナンは、女優のキーラ・ナイトレイと2003年から2005年まで交際をしていたが、ナイトレイとは別れ、2010年から女優でシンガー・ソングライターのアメリア・ワーナーと交際をはじめ、2012年末に婚約した。
翌年2013年4月27日結婚、11月に女児を出産。
ダルシーと名づけられた。
2016年3月に第2子であるエルヴァが、
2019年3月に第3子が誕生した。

## フィルモグラフィー

### 映画
| 年   | 邦題/原題                                                                    | 役名                                 | 備考                                      | 吹き替え              |
| ---- | ---------------------------------------------------------------------------- | ------------------------------------ | ----------------------------------------- | --------------------- |
| 2006 | マリー・アントワネット Marie Antoinette                                      | ハンス・アクセル・フォン・フェルゼン |                                           |                       |
| 2008 | Beyond the Rave                                                              | エド                                 |                                           | N/A                   |
| 2009 | Shadows in the Sun                                                           | ジョー                               |                                           | N/A                   |
| 2014 | 不都合な契約 Flying Home                                                     | コリン・モンゴメリー                 | 日本劇場未公開                            | （吹き替え版なし）    |
| 2015 | フィフティ・シェイズ・オブ・グレイ Fifty Shades of Grey                      | クリスチャン・グレイ                 |                                           | 津田健次郎            |
| 2016 | ジャドヴィル包囲戦 -6日間の戦い- The Siege of Jadotville                     | クインラン中隊長                     | Netflix独占配信                           | 綱島郷太郎            |
| 2016 | ハイドリヒを撃て!「ナチの野獣」暗殺作戦 Anthropoid                           | ヤン・クビシュ                       |                                           | 山本兼平              |
| 2016 | ルイの9番目の人生 The 9th Life of Louis Drax                                 | アラン・パスカル医師                 |                                           | 前田一世              |
| 2017 | フィフティ・シェイズ・ダーカー Fifty Shades Darker                           | クリスチャン・グレイ                 |                                           | 津田健次郎            |
| 2018 | フィフティ・シェイズ・フリード Fifty Shades Freed                            | クリスチャン・グレイ                 |                                           | 津田健次郎            |
| 2018 | ラブ・ストーリーズ Untogether                                                | ニック                               | 日本劇場未公開                            | （吹き替え版なし）    |
| 2018 | プライベート・ウォー A Private War                                           | ポール・コンロイ                     |                                           | 佐々木啓夫            |
| 2018 | エルヴェとの晩餐 ある映画スターの数奇な人生 My Dinner with Hervé             | ダニー・テイト                       | テレビ映画                                | （吹き替え版なし）    |
| 2018 | フッド: ザ・ビギニング Robin Hood                                            | ウィル・スカーレット                 |                                           | 津田健次郎            |
| 2019 | シンクロニック Synchronic                                                    | デニス・ダネリー                     |                                           | 不明                  |
| 2019 | Endings, Beginnings                                                          | ジャック                             |                                           | N/A                   |
| 2020 | トロールズ ミュージック★パワー Trolls World Tour                             | チャズ                               | 声の出演                                  | 浪川大輔              |
| 2020 | Wild Mountain Thyme                                                          | Anthony Reilly                       |                                           | N/A                   |
| 2021 | バーブ&スター ヴィスタ・デル・マールへ行く Barb and Star Go to Vista Del Mar | エドガー                             |                                           | （吹き替え版なし）    |
| 2021 | ベルファスト Belfast                                                         | パー                                 | ゴールデングローブ賞助演男優賞 ノミネート | 津田健次郎            |
| 2023 | ハート・オブ・ストーン Heart of Stone                                        | パーカー                             | Netflixオリジナル映画                     | 津田健次郎            |
| 2023 | 名探偵ポアロ:ベネチアの亡霊 A Haunting in Venice                             | ドクター・レスリー・フェリエ         |                                           | 三木眞一郎（WOWOW版） |

### テレビ
| 年        | 邦題/原題                                   | 役名                          | 備考                                                  | 吹き替え           |
| --------- | ------------------------------------------- | ----------------------------- | ----------------------------------------------------- | ------------------ |
| 2011-2013 | ワンス・アポン・ア・タイム Once Upon a Time | 狩人 / グレアム・ハンバート   | シーズン1: メインキャスト シーズン2: ゲスト 計9話出演 | 津田健次郎         |
| 2013-2016 | THE FALL 警視ステラ・ギブソン The Fall      | ポール・スペクター            | メインキャスト 計17話出演                             | 藤真秀             |
| 2018      | Death and Nightingales                      | Liam Ward                     | 計3話出演                                             | N/A                |
| 2022-2024 | ザ・ツーリスト 俺は誰だ? The Tourist        | “男” / エリオット・スタンリー | 計12話出演 兼製作総指揮（シーズン2）                  | （吹き替え版なし） |
| TBA       | The Undertow                                | Adam and Lee                  | 兼製作総指揮                                          |                    |

## 日本語吹き替え
『ワンス・アポン・ア・タイム』以降、主に津田健次郎が担当している。
このほかにも、藤真秀、綱島郷太郎、山本兼平、前田一世、佐々木啓夫なども声を当てたことがある。